# Liste d'astronomes et astrophysiciens russes

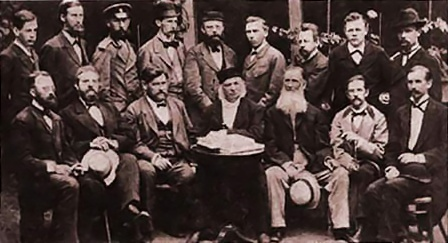
Le personnel de l'observatoire de Poulkovo (vers 1883-1886). Otto Wilhelm von Struve est au centre.

Cette liste d'astronomes et astrophysiciens russes comprend les astronomes célèbres, les astrophysiciens et les cosmologistes de l'Empire russe, l'Union soviétique et la fédération de Russie.

## Liste alphabétique
- Haut – A
- B
- C
- D
- E
- F
- G
- H
- I
- J
- K
- L
- M
- N
- O
- P
- Q
- R
- S
- T
- U
- V
- W
- X
- Y
- Z
- 0-9

### A
- Tateos Aghekian, l'un des pionniers de la dynamique stellaire en Russie et au monde, découvreur de deux séquences d'évolution de systèmes stellaires : presque sphérique et fortement aplatie
- Viktor Ambartsumian, l'un des fondateurs de l'astrophysique théorique, découvreur d'associations stellaires, fondateur de l'observatoire astrophysique de Byurakan en Arménie
- Andrejs Auzāns (en), directeur de l'observatoire de Tachkent, 1911-1916.

### B
- Innokenti Balanovski, il dirige le département de l'astrophysique de l'observatoire de Poulkovo en 1910-1937.
- Nikolaï Barabachov, co-auteur de la publication révolutionnaire des premières images de la face cachée de la Lune en 1961, appelé l'Atlas de l'autre côté de la Lune. Un cratère et une planète sont nommés d'après lui
- Vladimir Belinski (en), un auteur du modèle de l'évolution de l'Univers, singularité BKL
- Igor Vladimirovitch Belkovitch, a apporté des contributions notables à l'astronomie. Le cratère Bel'kovich sur la Lune est nommé d'après lui
- Aristarkh Belopolski, a inventé un spectrographe basé sur l'effet Doppler, parmi les premiers pour la spectrographie stellaire
- Sergueï Beliavski, a découvert la comète visible à l’œil nu C/1911 S3 (Beljawsky). Il a découvert et co-découvert plusieurs astéroïdes
- Guennadi Bisnovaty-Kogan (en), le premier à avoir déterminé la masse maximale d'une étoile à neutrons chaude
- Sergueï Blajko, a découvert une variation secondaire de l'amplitude et la durée de certaines étoiles RR Lyrae et a relié des variables pulsatoires, ce qui est maintenant connu comme l'effet Blazhko
- Semion Braude, a co-développé des interféromètre radio à grande échelle pour l'observation précise de sources radio extraterrestres
- Fiodor Bredikhine, a développé la théorie des queues de comètes, des météores et des pluies de météores, un directeur de l'observatoire de Poulkovo
- Matveï Bronstein (Matveï Petrovitch Bronstein), physicien théoricien, un pionnier de la gravité quantique, auteur d'ouvrages en astrophysique, semi-conducteurs, électrodynamique quantique et cosmologie
- Jacob Bruce, homme d'État, naturaliste et astronome, fondateur de la première observatoire en Russie, dans la tour Soukharev

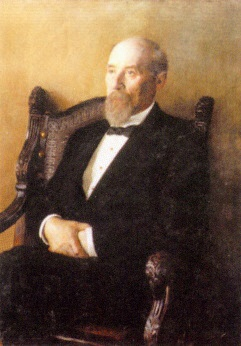
Fiodor Bredikhine

### D
- Denis Denissenko (en), astronome notable, auteur de plus de 25 articles scientifiques et un présentateur à cinq conférences internationales
- Andreï Dorochkevitch, avec Igor Novikov, a découvert le fond diffus cosmologique comme un phénomène détectable
- Alexandre Doubiago, expert en astrophysique théorique. Le cratère lunaire est nommé d'après lui et son père, Dmitri Ivanovitch Doubiago
- Dmitri Doubiago, expert en astrophysique théorique, astrométrie, et gravimétrie. Un cratère sur la Lune est nommé d'après lui et son fils

### E
- Dmitri Eropkine, il occupe le poste de secrétaire de la commission scientifique de l'étude du soleil au sein de l'observatoire de Poulkovo en 1930-1936
- Vassili Engelhardt, a étudié des comètes, astéroïdes, nébuleuses et amas d'étoiles, dans une observatoire qu'il a construit lui-même

### F
- Vassili Fessenkov, a fondé l'observatoire astrophysique d'Alma-Ata (actuellement Almaty), a étudié la lumière zodiacale en utilisant la photométrie et a suggéré une théorie de sa dynamique.
- Kirill Florenski (en), chef de la planétologie comparée à l'Institut Vernadski de l'Académie des sciences d'URSS. Le cratère lunaire Florenski est nommé d'après
- Alexandre Friedmann, mathématicien et cosmologiste, a découvert la solution de l'expansion de l'univers solution aux équations d'Einstein de la Relativité Générale terrain équations. Auteur de la métrique FLRW de l'Univers
- Alexeï Fridman (en), prédit l'existence de petits satellites autour d'Uranus

### G
- George Gamow, physicien et cosmologiste théorique, a découvert la désintégration alpha via l'effet tunnel quantique et facteur Gamow en nucléosynthèse stellaire, a introduit la théorie de la nucléosynthèse primordiale, a prédit le fond diffus cosmologique
- Vitaly Ginzburg, a co-développé la théorie de la supraconductivité, la théorie de la propagation des ondes électromagnétiques dans les plasmas, et une théorie de l'origine du rayonnement cosmique
- Sergueï de Glasenapp, astronome notable, un cratère sur la Lune et la planète mineure (857) Glasenappia sont nommés d'après lui
- Alexandre Gurstein (en), a développé un concept de l'histoire des constellations et du zodiaque
- Matveï Goussev, le premier à prouver la non-sphéricité de la Lune, pionnier de la photographie en astronomie
- Boris Guerassimovitch, directeur de l'observatoire de Poulkovo en 1933-1937

### I
- Avénir Iakovkine (en), astronome notable
- Naoum Idelson (en), astronome notable

### J
- Benjamin Jekhowsky, a découvert plusieurs astéroïdes, fait plus de 190 publications scientifiques et l'astéroïde (1606) Jekhovsky est nommé d'après lui
- Sergueï Aleksandrovitch Jévakine (en), a identifié l'hélium ionisé comme élément limitant du mécanisme de pulsation des étoiles céphéides variables
- Lioudmila Jouravliova, a découvert plusieurs astéroïdes, évaluée au 43e rang par la liste de l'Université de Harvard de ceux qui ont découvert des planètes mineures. Elle est créditée de la découverte de 200 tels corps.

### K
- Lioudmila Karatchkina, a découvert plusieurs astéroïdes, dont (5324) Liapounov, (10031) Vladarnolda et (3063) Machaon.
- Nikolaï Kardachev, astrophysicien, inventeur de l'échelle qui porte son nom pour le classement des civilisations de l'espace
- Isaak Khalatnikov, un auteur du modèle de l'évolution Univers de la singularité BKL[Quoi ?]
- Viktor Knorre, astronome notable[évasif], a découvert quatre astéroïdes
- Marian Kowalski (en), le premier à mesurer la rotation de la Voie Lactée
- Nikolaï Aleksandrovitch Kozyrev, astronome notable, a observé le phénomène lunaire transitoire
- Gueorgui Krassinski, astronome notable, a étudié les mouvements planétaires et éphémérides
- Féodossi Krassovski, astronome et géodésien, a mesuré l'ellipsoïde de Krassovski, un système de coordonnées utilisé dans la URSS et les États post-soviétiques
- Ievgueni Krinov (en), astronome notable, chercheur de météorites renommé ; le minéral Krinovite, découvert en 1966, a été nommé d'après lui

### L
- Anders Johan Lexell, astronome et mathématicien, chercheur en mécanique céleste et la comète astronomie, prouvé qu'Uranus est une planète plutôt que d'une comète
- Andreï Linde, a créé la théorie de l'inflation éternelle de l'Univers
- Evgueni Lifchits, un auteur du modèle de l'évolution Univers de la singularité BKL
- Mikhaïl Lomonossov, polymathe, inventeur du télescope hors axe reflétant, découvreur de l'atmosphère de Vénus
- Mikhaïl Liapounov, astronome de l'université de Kazan
- Kronid Lioubarski (en), a travaillé sur le programme soviétique de l'exploration interplanétaire de Mars

### M
- Benjamin Markarian, a découvert la chaîne de Markarian
- Dmitri Dmitrievitch Maksoutov, inventeur du télescope de type Maksoutov-Cassegrain
- Aleksandr Aleksandrovitch Mikhaïlov, crédité d'avoir dirigé le renouveau d'après-guerre de l'observatoire de Poulkovo
- Nikolaï Moïsseïev (en), expert en mécanique céleste, a travaillé sur des méthodes mathématiques de calculs célestes et théorie de formation des comètes
- Maximilian Musselius, candidat ès sciences, astronome de l'observatoire de Poulkovo

### N
- Grigori Néouïmine, a découvert 74 astéroïdes, et plus particulièrement (951) Gaspra et (762) Pulcova
- Igor Dmitrievitch Novikov, a formulé le principe de cohérence de Novikov, une contribution importante à la théorie du voyage dans le temps
- Boris Numerov, créé divers instruments astronomiques et minéralogiques, ainsi que divers algorithmes et méthodes qui portent son nom

### P
- Pavel Petrovitch Parenago (en), connu pour ses contributions au domaine de l'astronomie galactique
- Evgueni Perepelkine, a observé le mouvement propre des étoiles par rapport à la nébuleuse extragalactique
- Solomon Pikelner (en), a apporté une contribution significative à la théorie du milieu interstellaire, la physique de plasma solaire, les atmosphères stellaires, et magnétohydrodynamique
- Elena V. Pitjeva, experte dans le domaine de la dynamique du système solaire et de la mécanique céleste

### S

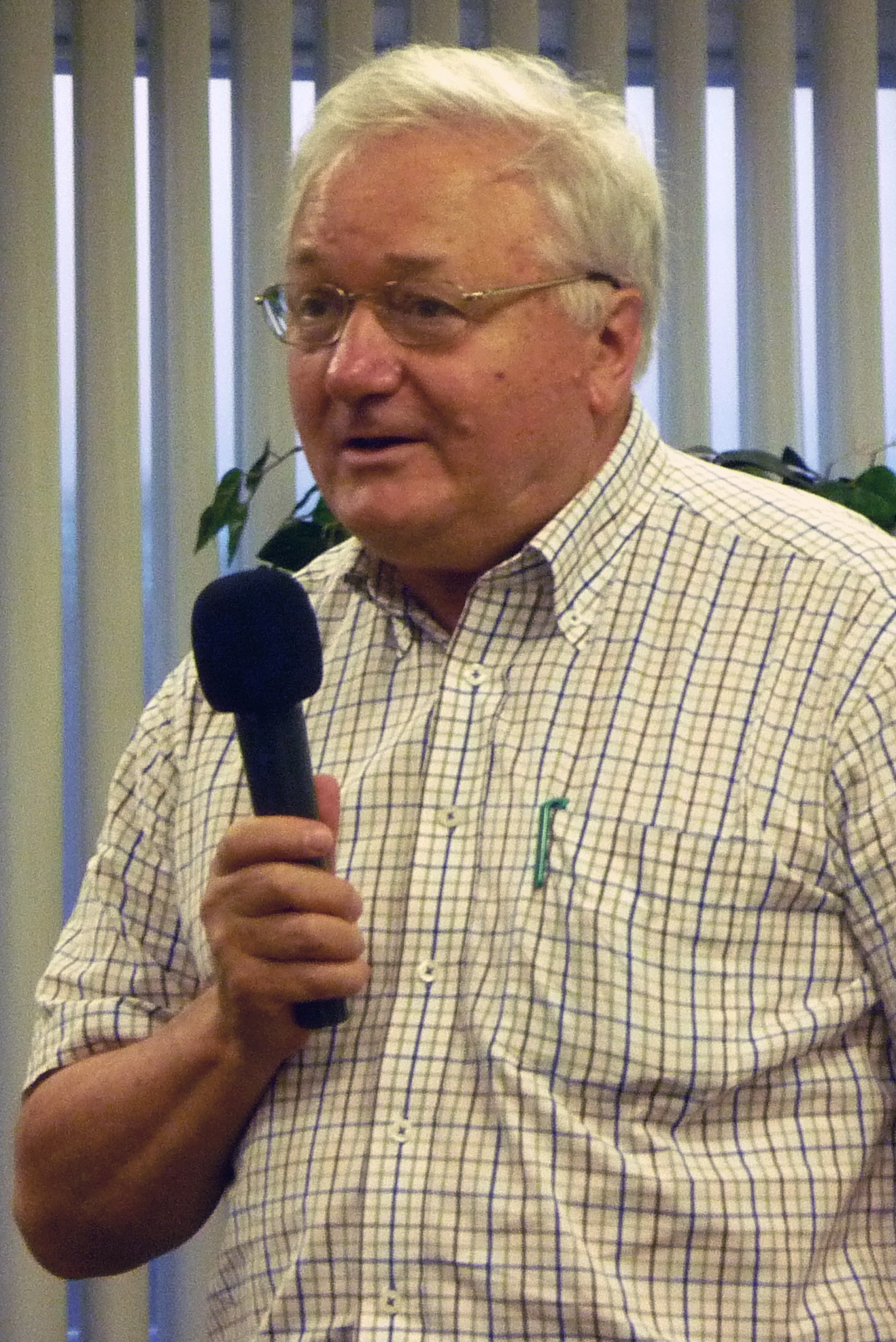
Rachid Souniaïev

- Viktor Safronov, astronome et cosmologiste, auteur de l'hypothèse planétésimale pour la formation des planètes
- Kaspar Gottfried Schweizer, découvert cinq comètes, et a trouvé un objet NGC
- Andreï Severny (en), connu pour son travail sur les éruptions solaires et les observations astronomiques de satellites artificiels
- Nikolaï Chakoura (en), a développé la théorie de l'accrétion et l'astrophysique des binaires à rayons X, a co-développé la théorie standard du disque d'accrétion
- Grigory Shajn (Григорий Абрамович Шайн, Grigori Abramovitch Chaïne), astronome et astrophysicien, le premier directeur de l'observatoire d'astrophysique de Crimée, a co-développé une méthode de mesure de la rotation stellaire
- Vladislav Chevtchenko (en), astronome notable, spécialisée dans l'exploration lunaire
- Iossif Chklovski, astronome et astrophysicien, auteur de plusieurs découvertes dans les domaines de l'astronomie radio et rayons cosmiques, chercheur en vie extraterrestre
- Tamara Mikhaïlovna Smirnova, a co-découvert la comète périodique 74P/Smirnova-Tchernykh, avec Nikolaï Tchernykh. Elle a aussi découvert différents astéroïdes. L'astéroïde (5540) Smirnova est nommé en son honneur
- Friedrich Wilhelm Struve, géodésien, astronome et fondateur et premier directeur de l'observatoire de Poulkovo, éminent chercheur et découvreur de nouveaux doubles étoiles, a entrepris la construction de l'arc géodésique de Struve, long de 2 820 kilomètres, ancêtre de la famille d'astronomes de Struve
- Otto Struve, astronome et astrophysicien, a co-développé une méthode de mesure de la rotation stellaire, a dirigé plusieurs observatoires aux États-UnisF.W. Struve

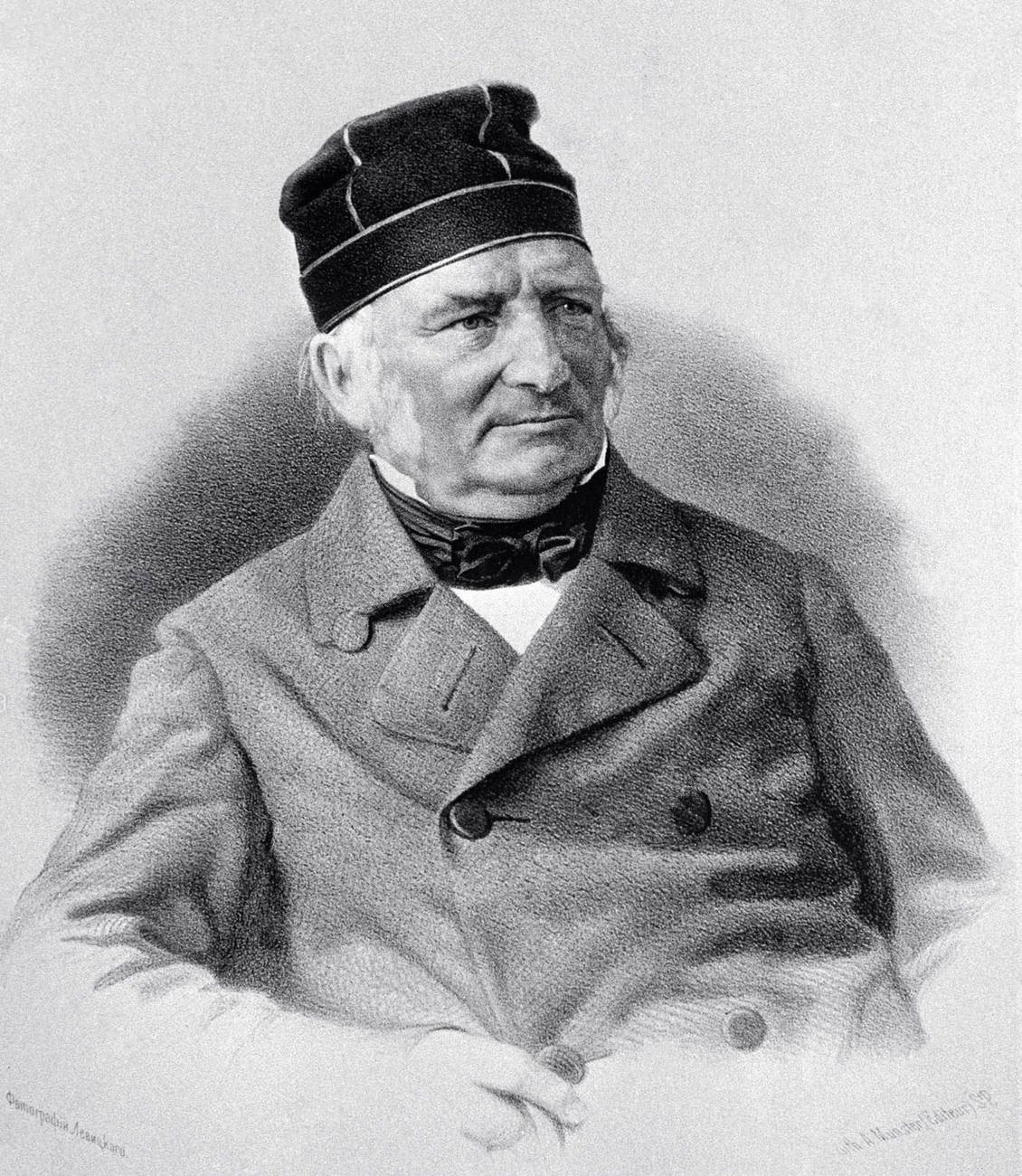
F.W. Struve

- Otto Wilhelm von Struve, astronome, directeur de l'observatoire de Poulkovo, a découvert plus de 500 étoiles doubles
- Rachid Souniaïev, astrophysicien, a co-prédit l'effet Souniaïev-Zeldovitch de distorsion CMB

### T
- Lioudmila Tchernykh, astronome, a découvert 268 astéroïdes
- Nikolaï Tchernykh, astronome, a découvert 537 astéroïdes et 2 comètes
- Alexandre Tchoudakov (en), co-découvreur de la ceinture de radiation de la Terre
- Gavriil Tikhov, a inventé le spectrographe en drapeau. L'un des premiers à utiliser des filtres de couleur pour augmenter le contraste de détails de la surface des planètes

### V
- George Volkoff, a prédit l'existence d'étoiles à neutrons
- Boris Vorontsov-Veliaminov, a découvert l'absorption de la lumière par interstellaire poussière, auteur du Morphological Catalogue of Galaxies
- Alexander Vyssotsky, a créé la première liste des étoiles proches identifiés non pas par leurs mouvements dans le ciel, mais par leurs caractéristiques intrinsèques spectroscopiques

### Y
- Ivan Yarkovsky, a découvert l'effet YORP et l'effet Yarkovsky des météorites ou astéroïdes

### Z
- Alexandre Zaïtsev, a inventé le terme Messagerie pour Extra-Terrestrial Intelligence, a réalisé la première expérience intercontinentale en astronomie radar, a transmis les Cosmic Calls et Teen Age Message
- Iakov Zeldovitch, physicien, astrophysicien et cosmologiste, le premier à suggérer que les disques d'accrétion autour de trous noirs massifs sont responsables du rayonnement de quasar, a co-prédit l'effet Souniaïev-Zeldovitch
- Abram Zelmanov (en), astronome notable
- Felix Ziegel (en), auteur de plus de 40 livres populaires sur l'astronomie et de l'exploration de l'espace, généralement considéré comme un des fondateurs de l'ufologie russe